# Recettore H3
Il recettore H3 è un recettore dell'istamina; è espresso nel sistema nervoso centrale e, in misura minore, nel sistema nervoso periferico, dove agisce come autorecettore sui neuroni istaminergici presinaptici e controlla il ricambio di istamina tramite un feedback di inibizione della sintesi e del rilascio delle istamine.
La sequenza genica del recettore H3 ha soltanto, rispettivamente, circa il 22% e il 20% di omologia con quelle dei recettori H1 e H2.
Il recettore H3 è presente sulle cellule di sistema nervoso centrale e periferico, cuore, polmoni, tratto gastrointestinale, tessuto endoteliale.

## Isoforme
Esistono almeno sei isoforme del recettore H3 umano, e ne sono state scoperte già più di 20 in totale. Nei ratti sono state individuate finora 3 isoforme.
I sottotipi individuati hanno tutti delle sottili differenze nella loro farmacologia (e presumibilmente nella loro distribuzione, sulla base degli studi fatti nei ratti), ma l'esatto ruolo fisiologico delle isoforme non è ancora chiaro.

## Funzioni
Come tutti i recettori dell'istamina, l'H3 è un recettore accoppiato a proteine G. Il recettore H3 è accoppiato alla subunità Gi della proteina G, quindi porta alla inibizione della formazione di adenosina monofosfato ciclico. Inoltre, le subunità β e γ della proteina G interagiscono con il voltaggio dei canali del calcio di tipo N, riducendo il potenziale d'azione mediato tramite l'influsso del calcio e dunque il rilascio dei neurotrasmettitori.
I recettori H3 agiscono come autorecettori presinaptici sui neuroni contenenti istamina.
Il recettore H3 può anche inibire presinapticamente il rilascio di altri neurotrasmettitori, agendo come eterocettore inibitorio, ad esempio sul rilascio della dopamina, del GABA, dell'acetilcolina, della noradrenalina, dell'istamina e della serotonina.
L'espressione diversificata dei recettori H3 attraverso tutta la corteccia cerebrale e la subcorteccia indica la capacità di H3 di modulare il rilascio di un gran numero di neurotrasmettitori.
Si pensa che i recettori H3 svolgano un ruolo nel controllo della sazietà.

### Agonisti
Al momento non ci sono prodotti terapeutici che agiscano come agonisti selettivi per i recettori H3, anche se ci sono diversi composti utilizzati come strumenti di ricerca che sono invece ragionevoli agonisti selettivi. Alcuni esempi di questi composti sono:
- Alfa-metilistamina
- Cipralisant (inizialmente valutato come antagonista dell'H3, lo is è poi identificato come un agonista; mostra selettività funzionale, attivando solo alcune vie delle proteine G ma non altre)[6]
- Imetit
- Immepip
- Immethridine
- Methimepip
- Proxyfan (mostra selettività funzionale complessa; ha effetti da agonista parziale sull'inibizione del cAMP e dell'attività del MAPK, da antagonista sul rilascio di istamina e da agonista inverso sul rilascio di acido arachidonico)

### Antagonisti
Includono:
- A-349,821[8]
- ABT-239
- Betaistina (che è anche un agonista debole del recettore H1)
- Burimamide (che è anche un antagonista debole del recettore H2)
- Ciproxifan
- Clobenpropit (che è anche un antagonista del recettore H4)
- Conessine
- Impentamine
- Iodophenpropit
- Thioperamide (che è anche un antagonista del recettore H4)
- VUF-5681 (4-[3-(1H-Imidazol-4-yl)propyl]piperidine)

## Storia
- 1983: I recettori H3 vengono identificati farmacologicamente.[9]
- 1988: I recettori H3 mostrano di mediare l'inibizione da rilascio di serotonina nella corteccia cerebrale di ratti.[10]
- 1997: I recettori H3 mostrano di modulare l'ischemia da rilascio di norepinefrina in animali.[11]
- 1999: Vengono clonati dei recettori H3[12]
- 2000: Viene affermato che i recettori H3 sono "la nuova frontiera nel trattamento dell'ischemia miocardica"[13]
- 2002: Vengono prodotti topi privi di recettore H3 (topi H3(-/-))[14]

## Potenziale terapeutico
Questo recettore è stato proposto come un bersaglio per il trattamento dei disturbi del sonno. Il recettore è stato anche proposto come obiettivo per il trattamento del dolore neuropatico.
A causa della sua capacità di modulare altri neurotrasmettitori, i ligandi del recettore H3 sono allo studio per il trattamento di numerose malattie neurologiche, tra cui l'obesità (a causa della loro interazione con il sistema istamin-orexinergico), i disturbi del movimento (a causa della modulazione della dopamina e del GABA nei gangli della base che il recettore H3 effettua), la schizofrenia e la sindrome da deficit di attenzione e iperattività (sempre a causa della modulazione della dopamina) e sono in corso ricerche per determinare se i ligandi del recettore H3 possano essere utili per modulare la veglia (a causa degli effetti sulla noradrenalina, sul glutammato e sull'istamina).